# Pasos (canción de Soda Stereo)
«Pasos» es una canción del grupo musical de Argentina Soda Stereo. La canción fue escrita y compuesta por Gustavo Cerati, y grabada para el séptimo álbum de estudio titulado Sueño Stereo.

## Letra
La canción fue escrita en México durante la Gira Dynamo en la misma época que compuso «Te llevo para que me lleves». La canción parece hablar de seguir los pasos de su pareja, ya que esa gira musical la hizo en compañía de Cecilia aprovechando que se encontraba de vacaciones en la universidad. También se postula que habla de sus padres especialmente de su papá, fallecido pocos años antes.

## Música
La canción empieza con el sonido de sintetizadores y el bajo, seguido de la voz de Cerati y la guitarra eléctrica. Después de unos segundos empieza la batería y la guitarra acústica.

## Versiones
Soda Stereo realizó una versión acústica para su MTV Unplugged, la cual fue luego lanzada en el álbum titulado Comfort y música para volar. El grupo musical también la incluyó en su lista de canciones de la Gira Sueño Stéreo y también se publicó un demo (que combina la pista original con una pista tocada por una orquesta) para la versión en DVD de 11 episodios sinfónicos. Bosio y Alberti tocarían por primera vez juntos en 2020, la canción en la gira Gracias Totales - Soda Stereo, en una versión en vivo junto a Andrea Echeverri.

## Crédito
- Gustavo Cerati: Voz, guitarras eléctrica, guitarra acústica y sintetizadores.
- Zeta Bosio: Bajo eléctrico y sampler.
- Charly Alberti: Batería y percusión.